# Gmina Bytów
Die Gmina Bytów [ˈbɨtuf] ist eine Stadt- und Land-Gemeinde im Powiat Bytowski (Bütower Kreis) der polnischen Woiwodschaft Pommern. Ihr Sitz ist die Stadt Bytów (deutsch Bütow, kaschubisch Bëtowò) mit etwa 17.000 Einwohnern.

## Geographische Lage
Die Gemeinde liegt in einer hügeligen Wald- und Seenlandschaft, früher „Blaues Ländchen“ genannt, in Hinterpommern. Durch die Stadt fließt der Fluss Bytowa (Bütow). Südwestlich erhebt sich der Siemierzycka Góra (Schimmritzberg), der mit 256 Metern die höchste Erhebung der Umgebung ist. Die nächsten größeren Städte Słupsk (Stolp) und Lębork (Lauenburg i. Pom.) liegen jeweils etwa 50 km nordwestlich bzw. nordnordöstlich.

## Geschichte
1946 wurde die Stadt Sitz eines Powiats. Letzterer wurde durch die Gebietsreform von 1975 aufgelöst und die Gemeinde kam bis 1998 zur Woiwodschaft Słupsk. 1999 wurde die Stadt mit der Neuerrichtung des Powiat Bytowski Kreisstadt in der Woiwodschaft Pommern. Am 1. Dezember 1999 erhielt der Ort den zusätzlichen amtlichen kaschubischen Namen Bëtowò.

## Gliederung

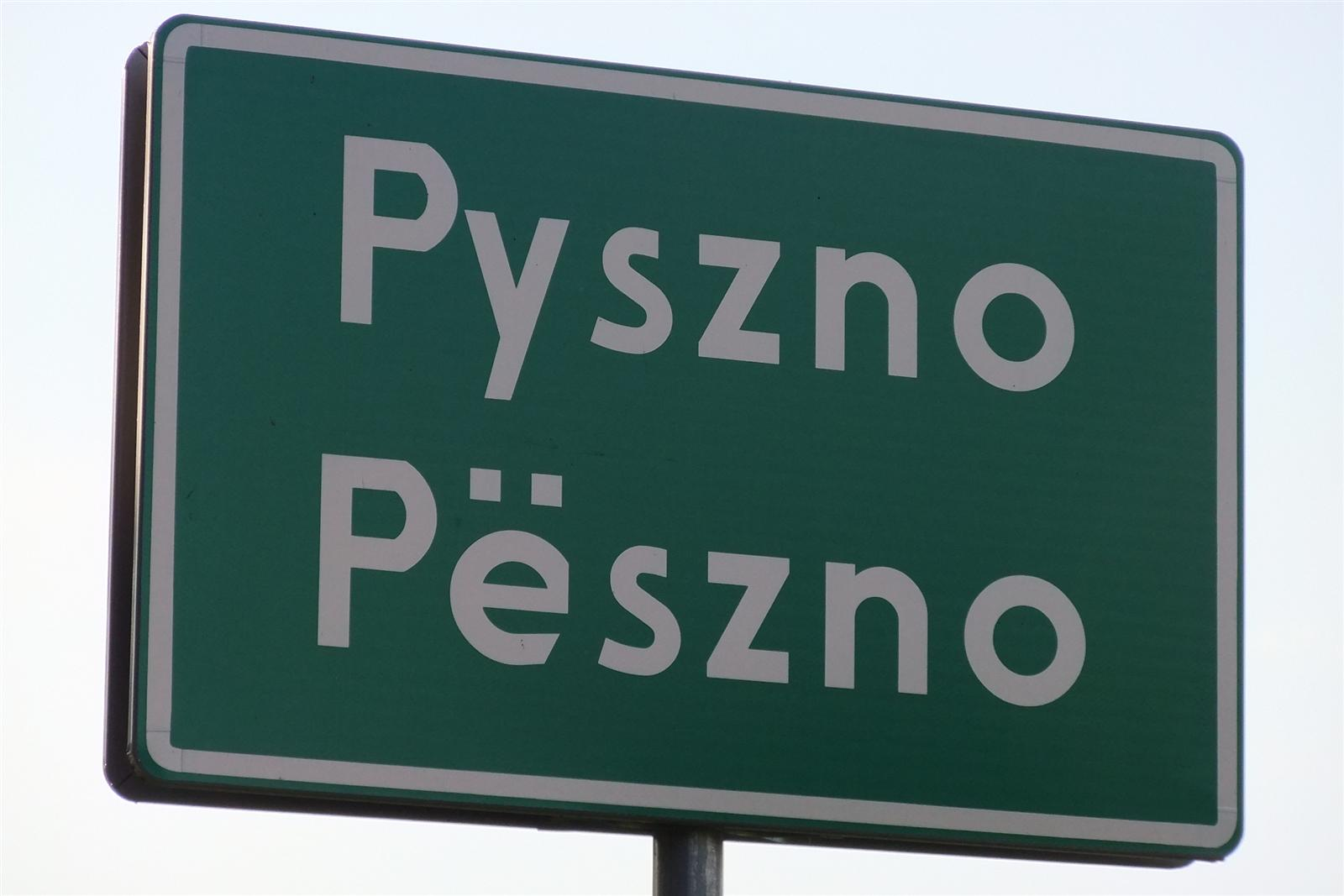
Zweisprachiges Ortsschild Polnisch / Kaschubisch

Die Stadt-und-Land-Gemeinde (gmina miejsko-wiejska) Bytów umfasst 197,44 km² und hat mehr als 25.000 Einwohner. Zur Gmina gehören folgende Ortschaften:
| Polnischer Name  | Deutscher Name   | Kaschubischer Name |
| ---------------- | ---------------- | ------------------ |
| Brynki Rekowskie | Reckower Brinken |                    |
| Bytów            | Bütow            | Bëtowò             |
| Chomice          | Rosenfelde       |                    |
| Dąbie            | Dampen           | Dãbie              |
| Dąbki            | Dampen Mühle     |                    |
| Gostkowo         | Gustkow          | Gòstkòwò           |
| Grzmiąca         | Gramenz          | Grzmiãcò           |
| Leśno            | Reihershorst     |                    |
| Mądrzechowo      | Mangwitz         | Mądrzechòwò        |
| Mała Wieś        | Wilhelminenhof   | Mołô Wiés          |
| Międzygórze      | Papenhof         |                    |
| Mokrzyn          | Petersdorf       |                    |
| Nieczulice       | Katharinenfelde  |                    |
| Niezabyszewo     | Damsdorf         | Niézabëszéwò       |
| Płotówko         | Klein Platenheim |                    |
| Płotowo          | Platenheim       | Płotowa            |
| Półczynek        |                  |                    |
| Pomysk Mały      | Klein Pomeiske   | Małë Pòmësk        |
| Pomysk Wielki    | Groß Pomeiske    | Wiôlgë Pòmësk      |
| Pomyski Młyn     | Pomeisker Mühle  | Pòmësczi Młën      |
| Pyszno           | Zerrinerheide    | Pëszno             |
| Rekowo           | Reckow           | Rekowò             |
| Rzepnica         | Groß Zechinen    |                    |
| Sarniak          | Taubenberg       |                    |
| Sierżenko        | Forstamt Zerrin  | Sérzénkò           |
| Sierzno          | Zerrin           | Sérzno             |
| Świątkowo        | Luisenhof        |                    |
| Świerkówko       | Jägerhaus        |                    |
| Szarzyn          | Helenendorf      | Szarzënò           |
| Udorpie          | Hygendorf        | Ùdorp              |
| Ząbinowice       | Gersdorf         |                    |
| Zbysław          | Charlottenhof    |                    |

## Einzelnachweis
1. ↑  Population. Size and Structure by Territorial Division. As of December 31, 2020. Główny Urząd Statystyczny (GUS) (PDF-Dateien; 0,72 MB), abgerufen am 12. Juni 2021.
2. ↑  Website der Gemeinde, Burmistrz , abgerufen am 17. März 2015